# Ręczne wydobycie łożyska
Ręczne wydobycie łożyska (łac. ablatio placentae manualis) – zabieg położniczy polegający na ręcznym odklejeniu łożyska od ściany macicy w przypadku, gdy nie dochodzi do niego spontanicznie. Przeprowadzany jest w znieczuleniu. Polega na wprowadzeniu przez położnika ręki do jamy macicy i stopniowym odseparowaniu łożyska od endometrium, postępując od obwodu.